# Nádine

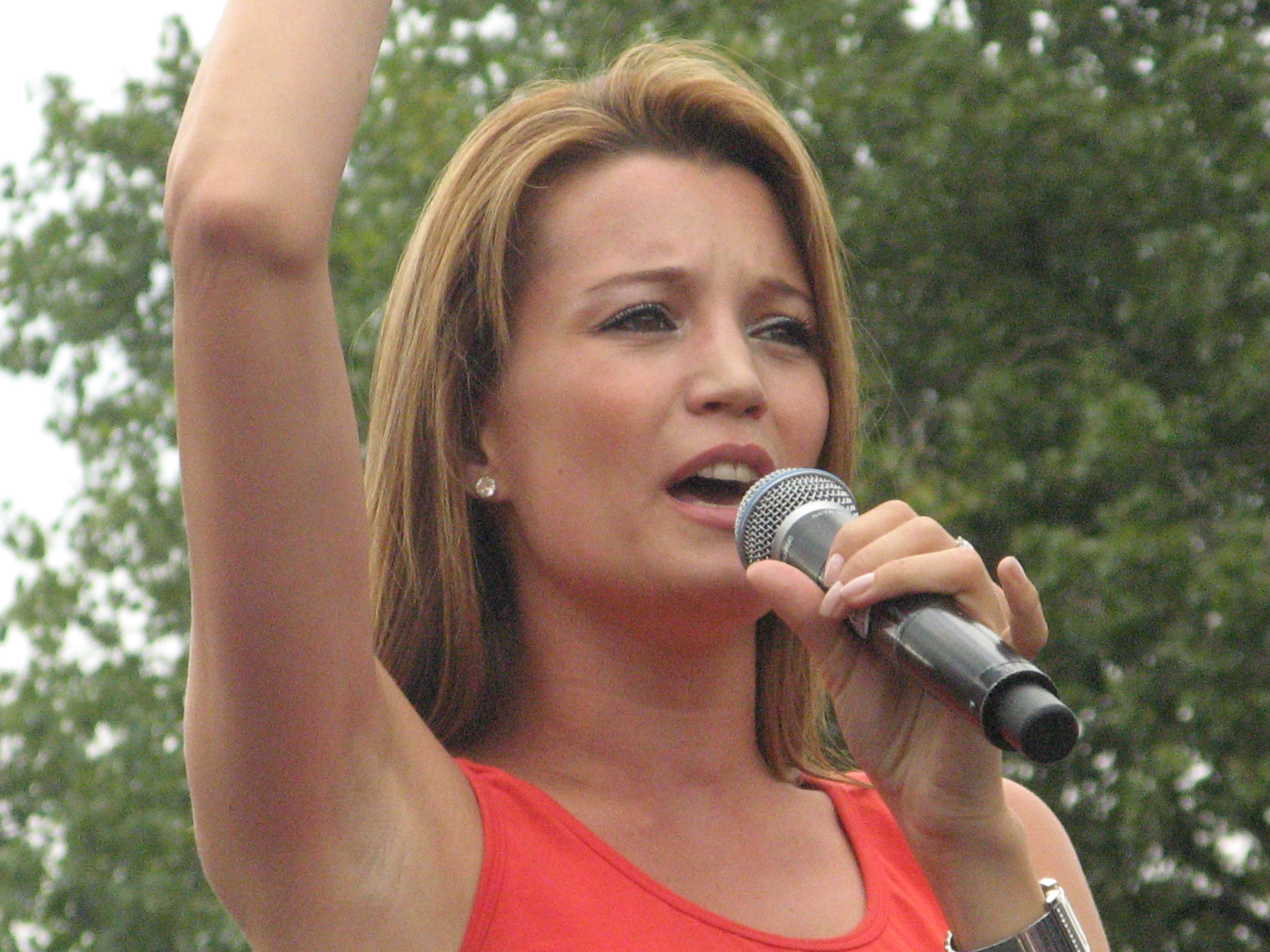
Hình ảnh của Nádine

Nádine Hoffeldt (sinh ngày 28 tháng 2 năm 1982) là một ca sĩ người Nam Phi và là người dẫn chương trình, nổi tiếng với ca khúc hit "Kaapse Draai". Cô cũng đã thu âm một số bài hát bằng tiếng Anh.

## Cuộc đời và sự nghiệp
Nádine sinh ra ở Durban và bắt đầu sự nghiệp của mình từ năm 1996, cô đã phát hành 12 album và phát hành DVD, với 2 album đạt trạng thái đĩa bạch kim và 4 album đạt trạng thái đĩa vàng. Năm 1997, cô đi lưu diễn ở Nam Phi với ca sĩ Hà Lan Jan Smit, khi người quản lý của cô Ian, Bossert, đưa Jan Smit đến quê hương của cô. Cô cũng biểu diễn tại buổi hòa nhạc "Two Nations" năm 1997, cùng với Spice Girls và Billy Ocean, cho các khán giả đặc biệt bao gồm Nelson Mandela và Hoàng tử Charles.
Nádine đã phát hành album solo thứ bảy của mình, Mense soos jy, vào tháng 9 năm 2005. Nádine 10 Years Live của cô đã được đề cử cho hạng mục DVD xuất sắc nhất trong giải thưởng Âm nhạc Nam Phi năm 2006 (SAMA). Cho đến nay, mỗi album của Nádine đã tạo ra một bài hát thành công, với bản mới nhất là "Skildery"
Nádine đã thu âm một số ca khúc hit, bao gồm "Dankie liewe Ouma", "Hoor hoe klop my hart", "Kom dans met my", "Latina", "" Meisiekind wil ek graag bly "," Die Hemel Brand ", "Alweer Iemand Anders", "Afrika Spore" và "Vive la Vida". Bài hát nổi tiếng nhất của cô, bản ballad "Kaapse Draai", được đề cử là một trong năm bài hát hàng đầu trong giải thưởng Geraas Musiek Toekenning (GMT) năm 2003. Cô đã duy trì một lịch trình bận rộn với 120 buổi hòa nhạc một năm. Sau hơn hai mươi năm trong ngành công nghiệp âm nhạc Nam Phi, cô đạt doanh thu tổng cộng hơn 500 000 đĩa CD. Năm 2008, cô lại được đề cử cho giải thưởng SAMA với album, As Jy Wonder.

## Sản phẩm âm nhạc
- Krappies & Krefies
- Nádine
- You & I
- 44 Jongste Gunstelinge
- Simply Me
- Kaapse Draai Remix
- Mense Soos Jy
- As Jy Wonder
- Nádine 10 Years Live DVD
- This Time I Know
- 2011: Eindeloos
- Live in Europe DVD
- 2012: Christmas In South Africa
- 2014: Skildery